# Huracán Motors

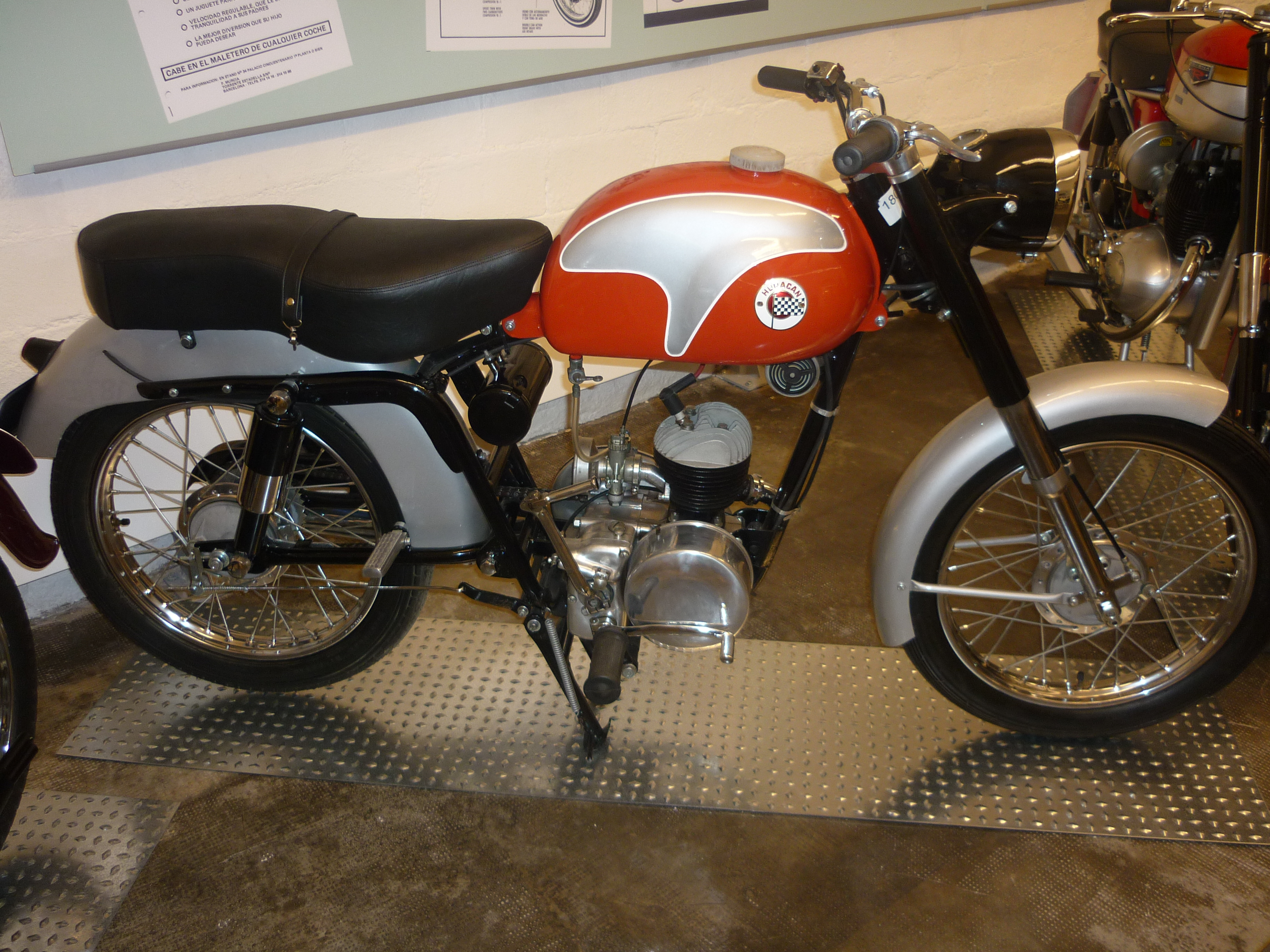
Huracán Oxford von 1960

Huracán Motors SA war ein spanischer Hersteller von Motorräder und Automobilen.

## Unternehmensgeschichte
Das Unternehmen aus Barcelona begann 1956 mit der Produktion von Motorrädern. Nur 1958 entstanden auch Automobile. 1965 endete die Produktion.

## Fahrzeuge

### Motorräder
Die Motorräder erhielten Motoren von Hispano Villiers mit 125 cm³, 197 cm³, 250 cm³ und 325 cm³ Hubraum.

### Automobile
Das einzige Modell war ein Kleinstwagen. Für den Antrieb sorgte ein Motor von Hispano Villiers mit 197 cm³ Hubraum im Heck. Wie viele andere spanische Kleinwagen der 1950er Jahre hatte das Modell keine Chance gegen den Seat 600.

### Lieferwagen
Zwischen 1957 und 1960 entstanden Lieferwagen mit drei und vier Rädern.